# 千葉テレビ放送
千葉テレビ放送株式会社（ちばテレビほうそう、英: Chiba Television Broadcasting Corporation）は、千葉県を放送対象地域として、テレビジョン放送事業を行っている特定地上基幹放送事業者である。放送では愛称のチバテレを多用する。
コールサインはJOCL-DTV。呼出名称はちばテレビデジタルテレビジョン。

## 概要
2003年（平成15年）4月1日に 愛称を「千葉テレビ」から「ちばテレビ」に変更。2006年（平成18年）4月1日愛称を「チバテレビ」に変更。ロゴを「ctc」から「CTC」に変更。同時に1971年（昭和46年）に開局して以来長年使われてきた「ctc坊や」に代わり新キャラクターの「チュバ」の使用を開始。2008年（平成20年）4月1日、「チバテレビ」と共に使われた「チバテレ」に愛称統一。

### 事業所
- 本社 - 千葉市中央区都町一丁目1番25号
- 成田国際空港支局 - 千葉県成田市大字古込字古込1番地1 第2旅客ターミナルビルM-5058
- 東京支社 - 東京都中央区銀座五丁目1番15号 第1御幸ビル6階

出典

## チャンネル

### デジタル放送
- 物理チャンネル - 30ch（船橋三山放送所）[6]、bayfm・NHK千葉放送局と共用
- リモコンキーID - 3。TOKYO MXを除く関東全独立局も3が使われる。
  - 栃木県、群馬県、埼玉県、神奈川県で視聴される場合は031-1や031-2等となる。
- 3桁（フルセグ） - 031、032、033、038（臨時用）。
- 3桁（ワンセグ） - 631、632（ワンセグ臨時[注 2]）。

#### 中継局
“ch番号+V”は垂直偏波
| 中継局   | ch  |  | 中継局     | ch |  | 中継局 | ch  |  | 中継局 | ch  |
| 東金     | 29  |  | 銚子       | 30 |  | 勝浦   | 30  |  | 大多喜 | 30  |
| 香取佐原 | 30  |  | 香取小見川 | 30 |  | 君津   | 30V |  | 館山   | 30V |
| 下総光   | 30V |  | 市原加茂   | 30 |  | 長南   | 30  |  |        |     |

### アナログ放送
2011年（平成23年）7月24日停波時点。
- 物理チャンネル - 46ch（船橋三山放送所）、コールサインはJOCL-TV
  - ch番号設定は当初はダイヤル式のUにするのが一般的だったが、リモコン式が普及後は関東地方のVHFに使用されていなかった5chに設定されるのが一般的となった。
- 映像出力 - 5kW
- 音声出力 - 1.25 kW

#### 中継局
“ch番号+V”は垂直偏波
| 中継局     | ch  |  | 中継局     | ch |  | 中継局     | ch  |  | 中継局     | ch  |
| 東金       | 31  |  | 銚子       | 39 |  | 館山       | 46V |  | 勝浦       | 47  |
| 牛久       | 57V |  | 加茂       | 60 |  | 君津       | 40V |  | 富津       | 52V |
| 富津湊     | 62V |  | 富津金谷   | 48 |  | 香取佐原   | 35  |  | 香取小見川 | 48  |
| 旭海上     | 42  |  | 多古       | 15 |  | 長南       | 40  |  | 勝浦総野   | 45  |
| いすみ大原 | 39  |  | いすみ岬   | 42 |  | いすみ長志 | 34  |  | 大多喜     | 62  |
| 御宿       | 43  |  | 鴨川       | 33 |  | 鋸南       | 36V |  | 南房総白浜 | 47  |
| 南房総富山 | 44V |  | 南房総丸山 | 39 |  |            |     |  |            |     |

## 資本構成
企業・団体は当時の名称。出典：

### 2020年3月31日 - 2021年3月31日
| 資本金             | 発行済株式総数 | 株主数 |
| ------------------ | -------------- | ------ |
| 17億8,066万4,000円 | 3,561,328株    | 57     |

| 株主             | 株式数    | 比率   |
| ---------------- | --------- | ------ |
| 千葉県           | 600,000株 | 16.84% |
| 中日新聞社       | 378,996株 | 10.64% |
| 千葉日報社       | 180,000株 | 05.05% |
| 千葉トヨペット   | 140,626株 | 03.94% |
| 千葉銀行         | 138,000株 | 03.87% |
| ベイエフエム     | 123,000株 | 03.45% |
| 千葉市           | 120,000株 | 03.36% |
| 住友商事         | 100,000株 | 02.80% |
| 読売新聞東京本社 | 099,998株 | 02.80% |
| そごう・西武     | 085,332株 | 02.39% |
| キッコーマン     | 081,356株 | 02.28% |
| 京葉銀行         | 080,000株 | 02.24% |
| 千葉興業銀行     | 070,000株 | 01.96% |
| 京成電鉄         | 060,000株 | 01.68% |

## 沿革
- 1969年（昭和44年）9月26日 - 予備免許取得[13]。

- 1970年（昭和45年）

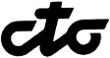
開局時から2006年3月まで使用された初代「ctc」ロゴ

  - 1月28日 - 会社設立、資本金3億円[13]。
  - 6月4日 - 本社・演奏所起工式[13]。
  - 12月26日 - 県有地であった千葉市都町688番地（現：千葉市中央区都町一丁目1番25号）の現在地に本社・演奏所と、船橋市三山に親局である送信所が完成[14]。
- 1971年（昭和46年）
  - 1月25日 - 試験電波送出開始[14]。
  - 2月20日 - 正午からサービス放送開始[14]。
  - 4月15日 - 資本金5億円に増資[15]。
  - 5月1日 - 13時50分に本放送開始（開局）[16]。開局記念特番として14時よりプロ野球中継「ロッテオリオンズ対東映フライヤーズ」（東京スタジアム）を放送[5]。
  - 7月15日 - 夏の高校野球を中継開始[16]。
- 1972年（昭和47年）
  - 5月1日 - 資本金10億円に増資[17]。
- 1974年（昭和49年）
  - 9月7日 - 東京六大学野球中継を開始[18]。
- 1976年（昭和51年）
  - 4月 - 巨人戦リレーナイター開始[5][19]。
  - 5月2日 - 開局5周年記念台湾取材番組「国交なき友好国」を放送。その後現在に至って毎年、台湾取材番組を放送[20]。
- 1978年（昭和53年）
  - 5月20日 - 新東京国際空港の開港式を生放送[21]。
- 1979年（昭和54年）
  - 9月17日 - 新東京国際空港室を開設[22]。
- 1982年（昭和56年）
  - 1月6日 - 『千葉テレビカラオケ大賞』スタート[23]。
- 1985年（昭和60年）12月6日 -CMバンク導入[24]。
- 1992年（平成4年）
  - 11月 - 社史『千葉テレビ放送二十年』が発行[25]。
  - 11月11日 - 本社正面左側にあたる増築棟が竣工。
- 1995年（平成7年）4月3日 - 音声多重放送開始[26]。これを受け、翌日から、自主制作に於いてのスポーツ中継でのステレオ放送を開始[27][28][注 4]。
- 1998年（平成10年）6月1日 - 千葉テレビ初の朝の情報番組『朝まるJUST』放送開始（ - 2011年（平成23年）4月1日）。番組開始に伴い、放送開始時間が早まる。
- 2003年（平成15年）4月1日 - 愛称を「ちばテレビ」に変更。
- 2006年（平成18年）
  - 2月10日 - 地上デジタル放送の試験電波のサイマル放送（サービス放送）開始[要出典]。
  - 4月1日 - 地上デジタル放送の本放送開始（ワンセグ放送も同時に開始）。愛称を「チバテレビ」に変更。新キャラクターのチュバ登場[5]。
  - 12月1日 - 銚子デジタル中継局開局（千葉テレビ放送のデジタル中継局第1号）。
- 2008年（平成20年）4月1日 - 愛称が「チバテレビ」と共に使われた「チバテレ」に統一[要出典]。
- 2010年（平成22年）11月4日 - 関東の独立局で初めてプロ野球日本シリーズ中継を制作・放送（後述）[5]。
- 2011年（平成23年）7月24日 - この日の正午をもって、40年以上続いた地上アナログ放送が終了。
- 2020年（令和2年）11月30日 - 主調整室（マスター）設備を更新（NEC製）。マルチ編成においてメインチャンネルとサブチャンネルの同時HD配信が可能となった。同時に、論理チャンネル番号「033」の使用を開始した。[要出典]1つのテレビ電波で複数のHD画質の番組を同時に送出するのは日本国内では本局が最初となった[29]。
- 2021年（令和3年）
  - 5月1日 - 開局50周年[30]。この記念事業として、以下を実施。
    - 同記念ドラマとして、同県出身の政治家・実業家で、ドラッグストアチェーン「マツモトキヨシ」創業者の松本清の生涯を描いた『チバケンのマツモトさん。』を制作・放送[31]。
    - これまでのサブチャンネルは、スポーツ中継や知事定例記者会見に主に用いられてきたが、前述の同時HD配信が可能になったことからサブチャンネル番組の拡充を実施。あわせて、愛称を「チバテレ ミライチャンネル」に変更[32]。

  - 6月 - 教育プラットフォーム事業「稼ぐ力養成講座」を開始。主に中小企業経営者向けに月2回のオンラインセミナー並びに年2回のリアル交流会[注 5] を行っている[33]。
  - 12月29日 - 開局50周年記念番組として、『チバジン what a beautiful life』を21時より放送。ナビゲーターに千葉市花見川区出身のお笑い芸人で南海キャンディーズの山里亮太、ゲストに市原市出身のタレント小島瑠璃子が出演した[34][注 6]。
- 2023年（令和5年）1月28日 - チバテレでは初となる音楽フェス[注 7]「SPRING BOARD FES Chiba TV 50th +1」を開催予定であったが[35]、諸事情により、2022年11月に開催を取り止めることを発表した[36]。

### 協力関係の変遷
1971年（昭和46年）5月1日 、関東では群馬テレビに次ぎ2局目の独立放送局として開局した当放送局は、テレビネットワークには加盟せず、独自編成を基本として現在に至っている。その一方で他都府県の独立局や一部キー局との緩やかな協力関係は早い段階から構築されており、一部番組を共同で製作、放送する例もある。
- 1972年（昭和47年）4月1日 - この日開局のテレビ神奈川（tvk）と相互関係を結ぶ。また、この年NNSにオブザーバー加盟。
- 1979年（昭和54年）4月1日 - この日開局のテレビ埼玉と相互関係を結ぶ。
- 1982年（昭和57年）3月1日 - 近畿放送（KBS京都、現：京都放送）・サンテレビと相互関係を結ぶ。
- 2003年（平成15年）4月1日 - テレビ埼玉・テレビ神奈川・東京メトロポリタンテレビジョン（TOKYO MX）と首都圏ネット4を結成する。
- 2006年（平成18年）4月1日 - 首都圏ネット4からTOKYO MXが事実上離脱し、首都圏トライアングルとなる。
- 2007年（平成19年）4月1日 - テレビ埼玉・テレビ神奈川・三重テレビ・KBS京都・サンテレビと東名阪ネット6を結成する。
- 2011年（平成23年）6月1日 - 群馬テレビ・とちぎテレビ・テレビ埼玉・テレビ神奈川と5いっしょ3ちゃんねるを結成する。

## スタジオ
本社には主調整室及び3つのスタジオと2つの副調整室（サブ）がある。
第1スタジオ（60坪）
『カラオケ大賞』、『白黒アンジャッシュ』、『AKB48チーム8のKANTO白書 バッチこーい!』、『ザ・サンデー千葉市』、『ウィークリー千葉県』などが使用。
第2スタジオ
かなり小規模なスタジオであり、主に報道・情報系番組にて使用。
『newsチバ』、『高校野球ダイジェスト』（夏季のみ）、『Rising Reysol』などが使用。
過去には、『CTCニュース 930ライフ』『NEWS C-master』『朝まるJUST』にて使用。
オープンスタジオ
2011年（平成23年）4月開始の早朝ワイド番組『ハピはぴ・モーニング〜ハピモ〜』専用として、千葉テレビ本社1階のロビー内に新設された。『ハピモ』の後継番組である『シャキット!』、『ちば朝ライブ モーニングこんぱす』でも引き続き専用スタジオとして使用されている。
このスタジオは第2副調整室（サブ）から駆動されている（カメラやマイクなどの機材は一部を除き第2スタジオのものを使用）。なお、放送時以外は番組宣伝用の素材が置かれ、番組の宣伝を兼ねたギャラリーとなっている。
『チバテレビカラオケ大賞21』（現：『カラオケ大賞』）時代、グランドチャンピオン大会では、出演者とその応援団の人数が多くて第1スタジオに入りきらないため、オープンスタジオ近くにも出演者・応援団が着席していた（2017年（平成29年）からは、青葉の森公園芸術文化ホールでの収録に変更）。特別番組では2011年の『速報!今日の高校野球』、『高校野球ダイジェスト』 などで使用されており、『熱血BO-SO TV』でも一部回で使用している。
この他、2022年に公開された映画『さかなのこ』（東京テアトルなど制作）ではのんが演じるミー坊（さかなクンがモデル）がテレビ出演するシーンをオープンスタジオを借用した上で撮影している。
基本的な運用とは別に、イレギュラー運用時にはスタジオを入れ替えたり、連続運用することもある。一例として『newsチバ』（18:00枠）はスタジオが第2スタジオ、サブは主調整室の手動送出卓（いわゆる「マスターサブ」）を使用したり、第2スタジオで『高校野球ダイジェスト』と『NEWSチバ930』が連続する場合は、前者を放送数時間前に事前収録（いわゆる「擬似生放送」）で対応し、後者は通常通り生放送するケースもある。さらに千葉県内の市町村長クラスの選挙開票特番は第1スタジオから放送（通常ニュースは第2スタジオの映像と音声を第1副調整室で受けて放送する場合も）などの例もある。
『千葉テレビ放送二十年』には、第1スタジオにあたるのがAスタジオ、第2スタジオのような小規模スタジオはBスタジオとCスタジオが存在することが記載されている。
本社は築50年を経過しており、老朽化が進行しているが、耐震補強工事や内装のリニューアルなどを施しながら使用を続けている。なお正面入口から左側の建物は1992年11月に増築された。

## 番組の特徴

### 開局から2000年代まで
開局からやや経過した頃、昼（『午後のテレポート』）やゴールデンタイムの生ワイドを放送するなど自主制作に意欲的であったが、当時県北西部では広域局のVHF波が東京から届く関係で当放送局を視聴するためにはUHFアンテナを新たに設置しなければならず、実際に視聴できる世帯は広域局のそれより少なかった。県域の放送広告市場自体も未発達であり、わずか数年で経営危機が訪れる。
そのため、関東広域圏の独立放送局では唯一1990年代前半頃までは日中に（事実上の）中断時間が存在し、その時間帯はフィラー音楽番組を放送していた時期があった。一時期は単にカラーバーをバックにBGMを流していたスタイル、1970年代 - 1980年代中期までは『お茶の間BGM』（県花・菜の花や成田空港やマザー牧場の牛や犬吠埼等の風景静止画（10分ごとに更新）やアルバムのジャケットや高校野球雨天中止時は雨が降っている球場を固定カメラで中継等の画像に曲目リストのテロップにBGMというスタイルの音楽番組。実質はフィラーであるが、新聞番組表にも掲載されていた正式な編成番組）、のちに音楽ビデオクリップ番組『サウンドホップ』『—ステップ』『—ジャンプ』へ変更された（群馬テレビは開局当初は主として夕方から夜間のみの放送。テレビ神奈川、テレビ埼玉は午前中からの準全日放送だった。なお、テレビ埼玉には『お茶の間BGM』と同様のスタイルを持った『ピットインミュージック』という番組があった）。1990年代前半頃以降は番組ソフトの充実化が進められ、1990年代中盤頃にはその役目を終えたとしてフィラー音楽番組は終了となった。
1983年（昭和58年）から2002年（平成14年）までは千葉県の施策に基づき『なのはな体操』を放映していた。
かつて県内の一部の公立高等学校ならびに私立の成田高等学校（当時は成田市唯一の高校）の合格発表当日に、合格者の氏名を長丁場放送していた（現在は個人情報保護の面から行われていない）。その際に番組スポンサーとして、高校制服の取扱店である千葉三越・千葉そごうなどの千葉県内のそごう各店・扇屋ジャスコ（現：イオン）などがスポンサーとなっていた。CMの内容としては高校合格に対しての餞の弁やそれぞれの高校の制服の宣伝が主だった。
1990年代中盤位まで土曜日の22時からは県内のあらゆる所から中継する、通行人をつかまえ回答者にする県内各所を題材にしたクイズ番組『おじゃまします街かどクイズ』を轟二郎ならびに矢野明仁の司会で放送していた。この番組は2007年（平成19年）の元日に一度だけ復活放送した。そして、2007年（平成19年）6月15日からは『おじゃまします市町村街かどクイズ』としてレギュラー放送が復活し、2021年（令和3年）3月まで放送された。司会は轟二郎（2013年3月以降は矢野明仁）と小川麻希。

### 現在の概要
現在は他の独立放送局同様、自社制作番組や再放送番組などを放送しつつ、30分おきにテレビショッピングを放送している。
天気予報の全国の天気で、関東地方の部分が東京ではなく千葉になっている。2010年（平成22年）3月までは、千葉のみ赤文字になっていた。また、スポンサーがついている天気予報の場合、天気予報の背景画像がそのままそのスポンサーの宣伝になっていることがある。
- 千葉県の物産を扱う「房の駅」がスポンサーである天気予報（房の駅せいたの天気予報）の場合、千葉県北西部・東京都等関東1都6県の天気に混ざって、運営する諏訪商店の本社がある市原市（後に「房の駅（市原）」と表記）の天気予報を組み入れる等特徴がある（詳細は諏訪商店#テレビCMを参照）。
- 歌手のミュージック・ビデオの下部に天気予報を流す「歌う天気予報」もしばしば行われている。曲の演奏時間の関係上、通常の関東1都6県に加え、山梨県の天気や千葉県の週間天気予報もあわせて放送される番組がある。
- 1990年代までは地球を主体としたCG映像を使用。

音楽番組は自社制作・外部制作問わず、大半が演歌・懐メロ関連番組である。そのため、千葉テレビが主催・協賛 するコンサートも演歌や懐メロが多い。主に、平日8時台（主に本放送）と22時台（主に再放送）と2つの時間帯で放送されている。一方、ロック・ポップス系の番組は年々減ってきており、2016年3月に『MUSIC LAUNCHER』（チバテレとビーイングの共同制作）が終了して以降、チバテレ制作のロック・ポップス系のレギュラー番組は消滅している。他局制作番組でも『saku saku』（テレビ神奈川制作）などごく僅かである。また、かつては前述の『サウンドジャンプ』以来の流れを汲む音楽ビデオクリップ番組を放送していたが、2015年3月に『ONGAX』のレギュラー放送が終了・不定期のミニ番組として規模縮小となり、前述の『MUSIC LAUNCHER』終了以後は唯一の自社制作ロック・ポップス系番組となっている（演歌・歌謡曲の音楽ビデオクリップ番組は、『ほっと!ヒット!歌謡曲』が現在も放送中である）。
首都圏トライアングル・東名阪ネット6・5いっしょ3ちゃんねるに参加して各地の独立放送局と協力しているが、その一方で千葉テレビは他局とのネットを敢えて行わない編成が見受けられる。以下はその一例。
- 2009年（平成21年）10月から放送されている『TAKARAZUKA 旅美写美』や『炬燵猫』（いずれも千葉テレビ以外のネット6各局が共同制作した番組）を放送していない。
- ジャパネットたかたテレビショッピングの放映を2009年（平成21年）から2012年（平成24年）4月までは原則見合わせた[注 13]。
- 他の全ての独立放送局が2010年（平成22年）6月21日に放送した『2010 FIFAワールドカップ「チリ×スイス」』（テレビ朝日より配給）を唯一放送しなかった。

ドラマは、他の放送局の権利が切れた日本作品、および海外作品を放送している。
- 平日13時台については、日本作品で懐かしの30分ドラマが放送されている。
  - 2016年9月までは、『はるちゃん』シリーズなど、主に東海テレビ制作昼の帯ドラマを放送していた。
  - 2016年10月からは、TBSテレビ制作の「木下恵介アワー」作品を主に放送している。その中には当時の千葉県知事である森田健作が出演していた『たんとんとん』も放送されていた（2016年11月8日 - 12月15日）。
  - ただし2015年10月から12月は一時的にこの枠でも時代劇を放送しており、当時は時代劇が14:00台とあわせ2枠となっていた。
- 平日14時台は、時代劇の再放送で固定されている。各系列のあらゆる時代劇がこれまでに放送されている。
  - 2019年からは、金・土・日の20時台を「週末時代劇」と位置づけ、こちらも時代劇枠となった。また、TBSテレビ制作（「ナショナル劇場」枠）の時代劇が放送されるようになった。
- 韓国ドラマも多く放送されている。時期により放送枠は若干異なるが、平日では2,3枠程度の放送があり、土日でも主に昼間に放送がある。

平日は5時、土日は5時30分が放送開始の起点に当たり、放送終了は26:00 - 28:00の間が多い。放送休止中は、放送設備の保守点検を行っているが、完全に停波することはあまりなく、「試験電波発射中」という文字、現在時刻とともにカラーバーをバックにした画面（現在では、津田沼駅<JR東日本総武本線>周辺を映した千葉工業大学に設置された情報カメラ動画）で放送されている。なお、データ放送は休止中でも停波していなければ閲覧することが可能である。

#### チバテレ ミライチャンネル
サブチャンネル（032ch）については、2021年4月までは主にマルチ編成で利用されていた（地デジのマルチ編成は、千葉テレビ以外は定期放送ではNHK教育テレビ、東京メトロポリタンテレビジョン、放送大学のみ。千葉テレビと同じ不定期ではNHK総合テレビ、テレビ朝日、テレビ埼玉、テレビ神奈川しか行っていない）。主にスポーツ番組で活用しており、サブチャンネルでは以下のような放送が行われている。
- 船橋競馬中継（映像提供・南関東地方競馬チャンネル）
- マリーンズナイター（千葉ロッテ戦）や夏の高校野球で、試合が長引いた場合にサブチャンネルで野球中継を放送。ロッテ戦のナイター中継について、2020年5月までは、18:15 - 19:00が子供向け番組（アニメなど）だったため、この時間帯もサブチャンネルで野球中継を放送していた。2020年6月以降は、試合開始時刻よりサブチャンネルでの放送を開始した[39][40]。
- 千葉ジェッツふなばし中継
- 知事定例記者会見中継
- 松戸競輪中継（映像提供・SPEEDチャンネル） - 2020年代以降は放送されていない。

前述のとおり、2021年5月からはサブチャンネルの番組ソフト拡充が行われ、「チバテレ ミライチャンネル」の愛称がつけられた。これまでのスポーツ中継や知事定例記者会見に加えて、平日日中帯にこのチャンネル内で『チバミライチャンネル』を新設し、県内学生制作番組、聴覚障がい者向け番組、教養に関する番組（『ちば見聞録』、『戦国鍋TV』再放送など）といった教育チャンネルとしての機能を持たせることとなった。

### 緊急報道時の特別対応
- 1989年の昭和天皇崩御の際は、2日間、放送予定を変更し、日本テレビの崩御特番に切替えた（テレビ神奈川、テレビ埼玉、群馬テレビも同様）。また、2月24日の大喪特番も同時放送された。これは千葉テレビがNNSにオブザーバー加盟していたことによるもの。
- 2011年（平成23年）に発生した東北地方太平洋沖地震（東日本大震災）では、発生直後は本社の情報カメラを使用して千葉市内の状況を放映、JFE千葉製鉄所で出火する様子が伝えられた（後に同じ敷地にあるJFEケミカルで事故回避のため可燃ガスを焼却放出したものと判明した）。その後千葉県内では浦安市・香取市・我孫子市などで液状化現象、旭市などで津波被害発生が伝えられたことから、東日本大震災直後約1か月間は、主に日中のテレビショッピングやドラマ再放送枠のほとんどを中止にして、震災関連の報道特別番組を多く編成していた（深夜アニメなどは通常どおり放送していた）。当時の通常番組である『朝まるJUST』・『もうすぐお昼ですよ』・『NEWSチバ600・930』なども事実上報道特別番組と同様の構成となっていた。これは、東北地方の被災状況ばかり放送し千葉県や茨城県の被災状況がほとんど放送されなかった関東キー局を補完する役目も果たしていた。
  - 特別番組では震災の被害状況・計画停電の時間帯とエリア・放射線量だけでなく、液状化現象が起きた地域では水道利用がままならなかったことから、利用可能な給水所・銭湯・コインランドリーの情報も伝えられた。こうした情報は特別番組以外でも、2011年（平成23年）4月頃まで随時L字型画面で表示していた。
  - 東日本大震災の節目の時期には、『未来へ…被災地・千葉の○年』という特別番組が放送されている。主に、津波により東北地方以外では最多の犠牲者が出る被害があった旭市、液状化現象の被害があった浦安市や茨城県潮来市、放射性廃棄物処理問題を抱える東葛地域（柏市・我孫子市など）の現状などが伝えられている。
    - 2011年9月11日：『未来へ…被災地・千葉の半年』[41] - テレビ神奈川でも同日中に遅れネットで、テレビ埼玉では9月25日に放送された
    - 2012年（平成24年）3月11日：『未来へ…被災地・千葉の1年』 - 阪神・淡路大震災の被災地にあたるサンテレビでも同時ネット
    - 2013年（平成25年）3月10日：『未来へ…被災地・千葉の2年』
    - 2014年（平成26年）3月11日：『未来へ…被災地・千葉の3年』 - 当日の『NEWSチバ930』を1時間に拡大した特別番組として放送
- 2019年（令和元年）に発生した令和元年房総半島台風（台風15号）では、千葉県内で停電・断水・長期にわたる交通機関の運休などの甚大な被害が発生した。そのため、前述の東日本大震災時と同様に、一部番組を休止して報道特別番組を編成し、交通情報・利用可能な給水所や銭湯などの情報が伝えられた。通常番組放送時でも随時L字型画面でこれらの情報が伝えられた。やはりこの際も、NHKでL字型画面で伝えられたのを除けば、関東キー局では殆ど報じられなかったため[42]、結果的にキー局を補完する役目となっていた。
  - ローカル局かつ、県南部を中心とした広範囲における大規模停電や倒木、電線切断などによる危険な通行路の影響で初動の取材が遅れたこともあり、放送倫理・番組向上機構（BPO）にも批判が寄せられることもあったが[43]、ニュース番組の臨時編成や、L字放送、データ放送を通じ、終日災害関連情報を「文字」で放送を続けていた。
  - 放送以外では、災害発生前後より早くから公式ツイッターや、自社YouTubeチャンネル、自社情報サイト「チバテレ+プラス」や外部ネットニュースサービス等を効果的に活用し、災害報道体制と並行した災害情報や生活支援関連情報を細かく発信。これらの情報発信で広く生活者への支援を行ったことから、ニュースサービスの「スマートニュース」は、自社情報サイト「チバテレ+プラス」と連携をしたスマートニュース内の同ニュースチャンネルをこの年の 「SmartNews Awards 2019 ベストパートナー賞」 に選定し、選定理由を「台風15号の際は迅速かつ密な報道を行い、地元メディアとしての責務を果たした。とりわけ避難所・給水所情報の適切なタイミングでの更新は、被災者やその関係者のライフラインの確保、情報共有に大きく寄与した」としている[44]。
  - この年の一連の県内災害を機に20年3月に同じ県内メディアでもある千葉日報社やベイエフエムとの間で災害時の報道連携に関する協定を締結。千葉テレビの篠塚社長は「3社が一体となって1社の取材力ではフォローしきれない情報を発信していきたい」と災害時における報道体制を強化することを発表した[45]。
- 2020年2月からの2019新型コロナウイルス感染症拡大のニュースでは、県内の各種ローカル情報が伝えられた。例として、千葉県内で発生した感染者数のニュースや小・中・高（特別支援学校含む）の各学校の一斉休校や学校再開の事についてのニュース。2月29日から休園の東京ディズニーランドや東京ディズニーシーの休園延期、その他の千葉県内の東京ドイツ村や鴨川シーワールドや千葉市動物公園や市川市動植物園やマザー牧場等の各テーマパークの休園状況。及び、千葉県内のイベントの延期や中止。またスポーツ関連では、千葉ロッテマリーンズのプロ野球開幕延期やジェフ市原や柏レイソル等のJリーグ延期及びスポーツイベントの中止や延期についてのことや、森田健作県知事からの東京都への外出自粛についてのニュースが多く報道された。4月7日に新型インフルエンザ等対策特別措置法に基づき日本政府から発令された緊急事態宣言では、宣言を受けて行われた森田知事の臨時記者会見を行うため、当初同日19時から放送する予定だった韓国ドラマを差し替える形で同会見を生中継で放送した[46]。
  - その後、天気予報などの5分枠の一部を中止して、県内の電話相談窓口などを伝える特別番組が放送されている。
  - 県内小・中・高各学校の一斉休校が続いており、自宅学習の補助や規則正しい学習の習慣づけの観点から、学習支援番組が放送されることになった[47]。期間は同年5月13日から29日までの平日日中帯（概ね9:00 - 12:00[注 15] および14:00 - 15:00）に、第2チャンネルを利用して放送される。これは、千葉県および千葉市教育委員会と連携して制作される。

### 茨城県との関連
千葉テレビは千葉県域局ではあるが、茨城県内でも千葉寄りの県南・県西・鹿行を中心に広く視聴可能であり、県域民放テレビ局がないことも相まって茨城の視聴者も多く、茨城向けの番組・CMも少なからず放送されている。この点はベイエフエムと共通する。
- ただしあくまで通常のUHFアンテナを建てて受信できる地域は県西、県南、鹿行エリアの千葉県からの電波を妨げる障害物のない地域で、妨げる障害物がある地域や県央（水戸都市圏）、県北（日立都市圏）では高利得アンテナを建てるか、ケーブルテレビ（下述）での再放送を利用する。このため、茨城県で発売される全国紙・ブロック紙の東京新聞のほかに、茨城新聞にもテレビ埼玉・とちぎテレビ共々番組表を掲載している。
  - 茨城県をエリアとするケーブルテレビ局では、現在全ての局で千葉テレビを配信している。以前はテレビ神奈川がCS放送[注 16] を展開していたため、CS放送からの再放送、または地上波を受信点を経由して再放送するところも多かった。CS撤退後tvkの再放送が大幅縮小され、千葉テレビの再放送が増えつつある。2014年にひたちなか市のJBCC（千葉テレビは配信していなかった）が撤退して以降、結果的に茨城県をエリアとするケーブルテレビ局では全て配信されることになった。
  - ただし、大方のケーブルテレビ局は県南・県西地域（土浦市、つくば市、取手市、古河市、筑西市など。県北部では日立市・東海村・ひたちなか市の一部でケーブルテレビでの視聴が可能）がエリアであり、左記以外の県北・県央ではケーブルテレビがないため、これらの地域では高利得UHFアンテナを千葉方向に向ける必要がある。また光放送・IP放送（スカパー!プレミアムサービス光・フレッツテレビ・ひかりTV）では、現在県外局の再放送認可が下りていないため受信することができない。この光放送はケーブルテレビ局がない県央・県北部もサービスエリアになっている（一部地域は対象外あり。詳細はスカパー!プレミアムサービス光#サービスエリア、または ひかりTV（外部リンク）・茨城エリア 参照）。但し、この場合でも直接受信用アンテナを光放送・IP放送用のチューナー専用のアンテナ線と直接受信用のアンテナを混合させるか、混合させないで直接テレビのアンテナ端子にアンテナ線をつないで、千葉県側にアンテナを向けさせて受信する事は可能である。
- 1988年からは、千葉県公立高校と同様に、茨城県公立高校入学試験の直後に試験問題の解説も放送していた[48]。しばらく放送はなかったが、2012年以降は毎年必ず茨城県公立高校入試の解説番組が15分番組ではあるが放送されている。
  - この番組はチバテレの公式YouTubeチャンネル動画配信対象であるため、直接受信が難しい地域やケーブルテレビ局自体がない地域でも放送当日には確認可能である。
- 茨城県内企業のCMは震災前から放送例はいくつかあった。後述する「ミュージアムパーク茨城県自然博物館天気予報」などの例がある。震災後は茨城県関連・茨城県に本社を置く企業のCM放映が増加傾向にあり、例としてめんたいパーク、アクアワールド・大洗、こもれび森のイバライド（旧：ポティロンの森）等の茨城県内観光スポット、及び茨城県の建築関連CM（「いばらきの家」、イバケンなど）が頻繁に放送されている。
  - 『アクアワールド・大洗天気予報』では、前述の『房の駅せいたの天気予報』同様に、冒頭（千葉県北西部よりも先）で「アクアワールド・大洗」の天気予報が表示される。また、天気予報内で「アクアワールド・大洗」で飼育されている主な生き物や、イルカやアシカのショーを見ることができる。
  - この他、2010年の茨城空港開港時や、偕楽園の梅まつり、袋田の滝をはじめとした大子町の観光シーズン、稲敷市の「いなしき復興祭」開催時など、季節・時期に応じた観光CMも多く放送される。
- 千葉県の情報番組でも、時折茨城県が扱われることがある。震災直後の『熱血BO-SO TV』（2011年3月19日放送）では、冒頭で茨城県被災者へのお見舞のコメントが行われた。『熱血BO-SO TV』で時折茨城県が取り上げられる他にも、『ハピはぴ・モーニング〜ハピモ〜』の「Info cute」（通常は千葉県内の飲食店を紹介）や、『くらしの探索』シリーズ（通常は柏市周辺の地域情報を紹介）といった千葉県内の地域情報を扱う番組でも、時折高萩市の観光など茨城県の地域情報を扱っている。
- 2011年7月28日には、東日本大震災からの現状を伝える震災報道活動の一環として、茨城県被災者応援のため、全国高等学校野球選手権茨城大会の決勝戦の模様を放送した[49]。
- 1984年の第66回全国高等学校野球選手権大会で茨城県立取手第二高等学校が優勝した際に記念特番を放送した。
- 1990年代の一時期、取手競輪開催日の22時45分から15分間にレースダイジェストを放送した。また、同競輪場で特別競輪（現：GP/G1/G2相当）の開催があった場合、千葉テレビを監事局として全国に実況中継されたことがあった。

### スポーツ関連

#### プロ野球関連
- 1980年代 - 千葉ロッテマリーンズ誕生までは、日本テレビでの巨人戦中継の始まる前の18:15から19:00まで（トップナイター）、そして日本テレビでの中継が終わる20:52から試合終了まで「後楽園巨人戦」をリレー中継（リレーナイター）し、重宝されていた。なお1987年代以後は後者（終盤のリレーナイター）が、日本テレビの放送時間延長オプション（最大30分。年代によっては1時間）を実施するのに伴って廃止されている[50]。
- 開局当初からロッテオリオンズ→千葉ロッテマリーンズ戦の中継に力を入れている。ロッテの本拠地が千葉に移った現在では『マリーンズナイター』を放送中。他の関東広域圏の独立放送局（テレビ埼玉やテレビ神奈川など）と比較しても試合中継本数は多い。ビジターゲームも対埼玉西武ライオンズ戦（テレビ埼玉『TVSライオンズアワー』）を中心に、交流戦の対阪神タイガース戦（サンテレビの『サンテレビボックス席』）や対中日ドラゴンズ戦（三重テレビの『三重テレビナイター』）横浜DeNAベイスターズ（テレビ神奈川『tvkプロ野球中継 横浜DeNAベイスターズ熱烈LIVE』）などもネットする場合がある。ただし、開幕戦や最終戦などは放映権を得られず中継されないことが多いが、2009年（平成21年）は急遽本拠地最終戦を中継した（当日はボビー・バレンタイン監督と小宮山悟の勇退セレモニーがあった）。2010年はクライマックスシリーズ出場がかかった本拠地最終戦、2013年は勝利した方が2位決定となる西武とのレギュラーシーズン最終戦を急遽中継した。
  - 2007年（平成19年）には関東の地上波では唯一、千葉テレビのみが10月8日のクライマックスシリーズ第1ステージの第1戦を中継した（ただし16:30までで中継延長はされなかった）。
  - 2009年（平成21年）は、火曜、水曜、木曜は最大22:00、金曜は最大21:30（日によって21:45）まで延長。前述の本拠地最終戦のみ例外的に22:45まで中継された。土曜、日曜は延長は無かった。2012年からはマルチ編成の032chを生かして最大22:30まで延長、2013年からは試合開始から19:00までを同じくマルチ編成の032chにて中継している。
  - 日本ハムの東京ドーム主催試合も放送された。この当時は『TVSヒットナイター』で放送された東京ケーブルネットワーク・テレビ埼玉共同制作の試合のものが主だったが、年に数試合、テレビ埼玉が西武主催試合などの都合により放送することができなかった試合の一部をTCN制作・千葉テレビ発（事実上共同制作）で中継した試合があった。
  - 2010年（平成22年）には関東広域圏の独立放送局として初めてとなるプロ野球日本シリーズ（千葉ロッテマリーンズ 対 中日ドラゴンズ第5戦 千葉マリンスタジアム）の生中継を行った[注 17][51]。2010年（平成22年）11月4日の18:15-22:13[注 18] に『マリーンズナイタースペシャル』として放送された。
  - 2013年（平成25年）はクライマックスシリーズファーストステージをテレ玉からのネットで全試合放送。
  - 2024年（令和6年）は一部の試合において、試合映像に加えて、実況・解説音声もロッテ球団公式が制作したもの[注 19]を提供してもらった上で放送している。これにより、該当試合は事実上CS放送（日テレNEWS24）並びに各種動画配信サービスとのサイマル放送となる[53][54]。
- 1976年から1988年まで、プロ野球ドラフト会議を東京12チャンネル→テレビ東京との並列製作で放送したことがあり、千葉テレビ製作のものは独立放送局の一部にも同時放送された[55]。

土曜・日曜の試合は、たとえ主催戦であっても中継はしない。「浅草お茶の間寄席」の放映が優先される。

#### 高校野球関連
- 夏の高校野球中継ではスポンサーが多い。試合により異なるが、大会前半では大体12社、決勝辺りになると大体15社 - 20社前後のため、提供を下から上へスクロールさせて表示している[注 20]。この手法は、前述の2010年日本シリーズ『マリーンズナイタースペシャル』でも行われ、一時はそれがなかったこともある。現在だとスポンサーのロゴがフルカラーだが、以前だと白一色だった[注 21]。
- 基本的には、千葉県野球場（主に大会前半、準々決勝）又は千葉マリンスタジアム（通称「ZOZOマリンスタジアム」、主に大会後半）の試合を中継する[注 22]。
  - 2011年（平成23年）は千葉県野球場が東日本大震災の影響で施設破損があり使用できないため、2回戦からの青葉の森公園野球場・市原臨海球場（現：ゼットエーボールパーク）・千葉マリンスタジアム（当時の通称は、「QVCマリンフィールド」）のいずれかの試合を放送。
  - 2021年（令和3年）は千葉県野球場は使用されるが中継は行わず、ゼットエーボールパーク・習志野市秋津球場（第一カッター球場）・千葉マリンスタジアム（ZOZOマリンスタジアム）のいずれかの試合を放送[注 23]。
- 試合と試合の間には、穴埋めとして例年以下のようなコーナーがある。
  - 店内放送協力店の紹介 ： 高校野球中継を店内で流している店舗を字幕で紹介し続けるコーナー。毎年6月頃に協力店の募集告知CMを行っている。応募できる店舗は、（高校野球中継が行われている）昼間に営業している飲食店・理髪店・美容室・スポーツ施設が対象となっている。千葉県外の店舗であっても応募可能で、実際に千葉県外（茨城県、東京都など）の協力店も一部存在している。その年の協力店の数にもよるが、概ねAからEの5パターン程度が用意されていて、市または郡のあいうえお順に並べられている（最初のAパターンが旭市・我孫子市など、最後のEパターンが八街市・八千代市・四街道市などや茨城県・東京都の協力店となる）[56]。2020年（令和2年）・2021年（令和3年）は新型コロナウイルスの影響で行われていなかったが、2022年（令和4年）で復活した。
  - 他球場の結果を字幕表示しながらバックミュージックを流すフィラー形態を取ることや、5分程度のテレビショッピング・『ちば美彩』を挿入することもある。
  - 過去には「チバスタ」という、千葉テレビ本社にいるアナウンサーが応援FAXを紹介するコーナーが存在した。また、2013年までは「クローズアップキャンパス in Chiba」 （県内にある大学の案内、詳細は後述）もこの枠で放送されていた。
- 他の独立放送局にも高校野球のダイジェスト版の放送はあるが、千葉テレビでは『高校野球ダイジェスト』として放送枠を約1時間（開催日の22時台）設け、応援FAXを紹介するなど特に熱を入れて放送している。また、夕方にも2019年（令和元年）まで『高校野球ダイジェスト 白球ナイン』（旧：『速報!今日の高校野球』→『高校野球全力応援TV ガチファン』）として30分のダイジェスト番組を放送していた。『速報!今日の高校野球』『ガチファン』では、例年、当日試合のあった学校の野球部員・応援団の生出演が可能だった。
  - 以前は早朝にもダイジェスト番組を放送していた。2018年までは、朝の情報番組（『朝まる』→『ハピモ』→『シャキット!』）内で、当該期間中に試合結果を伝えるコーナーが10分間程度設けられており、実質的に継続していた。2019年・2020年は、当該期間に限り朝の情報番組を時間短縮して、前日の『高校野球ダイジェスト』を再放送している。
- いつからかは不明だが同局のスポーツ番組の統一した、お決まりの行進曲調で、オープニングとエンディングで異なるスポーツテーマ[注 24] があり、現在は高校野球県大会中継で使用されている。1992年（平成4年）の千葉ロッテマリーンズ誕生時の『CTCマリーンズナイター』でも初期ならその曲を利用していた。
- 前述のとおり、茨城県には民放テレビの独立放送局がなく、また視聴者も多くいることから、2011年（平成23年）に全国高等学校野球選手権茨城大会も決勝のみ放送した[49]。
- かつては選手の出身中学校を表示する際には、千葉県以外のだと都道府県名しか書かれないこともあった。
- 毎年視聴者からキャッチフレーズを募集しており、そのキャッチフレーズが各試合の開始時に、前述の下から上へスクロールする提供表示の後に表示される。
- 一方で、春季および秋季大会は基本的に中継や応援番組の放送がない。
  - ただし、秋季については中継がされる場合があり、1991年（平成3年）までは放送されていた。しばらく放送がなかったが、2022年（令和4年）に31年ぶりとなる中継（準決勝・決勝）が、チバテレ ミライチャンネルで放送される[57]。
- 1970年代には甲子園球場で行われる春・夏の全国大会において千葉県の出場校の試合を放送したことがある。春の選抜高校野球は1974年から1976年まで毎日放送[58]、夏の高校野球選手権は1972年から1975年まで朝日放送[59] からそれぞれネット受けしていた。

#### サッカー関連
- Jリーグの柏レイソル戦やジェフユナイテッド千葉戦といった地元Jリーグチームのサッカー中継は初期だと『KICK OFF!!J・LERGUE』という番組名で放送されていた。スカイパーフェクTVによるJリーグ放映権一括取得以降は減少傾向にあり、ジェフに関しては2006年（平成18年）、レイソルに関しては2008年（平成20年）を最後に、開幕前のプレシーズンマッチ（ちばぎんカップ）等の特別試合を除いて中継がなくなり、2009年（平成21年）以降はちばぎんカップ以外、原則Jリーグの試合は放送されない。ただし両チームともにJ2に降格した2010年、ジェフがJ1昇格ボーダーライン前後にいた2015年・2016年は下記のとおり放送される。
  - 2010年は日立柏サッカー場（7月25日）、フクダ電子アリーナ（9月19日）でそれぞれ実施されたレイソルvsジェフ戦を生中継した。これとは別に録画放送の形態であるが、柏レイソルが勝つか引き分けでJ1昇格が確定する試合である、11月7日のFC岐阜戦（日立柏サッカー場）を放送した（この試合でレイソルはJ1昇格を決めた）。
  - 2015年はジェフの9月 - 11月にかけてのフクダ電子アリーナでの全6試合を『ペリエpresents チバテレJリーグ中継』として放送することになった[60]。
  - 2016年はジェフの8月以降のフクダ電子アリーナでの試合を、前年同様『ペリエpresents チバテレJリーグ中継』として放送[61]。
- 応援番組（ジェフは『WIN BY ALL!』、レイソルは『Rising Reysol』）については、2009年（平成21年）4月以降月2回が1回になったり、放送時間が短縮するなど縮小傾向である。『朝まるJUST』で毎週金曜日に放送されていた応援コーナー「JEF&Reysol 7days Playback」も2010年（平成22年）3月で終了した。
- 1997年（平成9年）に数試合だけ鹿島アントラーズ主催のカシマサッカースタジアムでの試合が千葉テレビで制作されたものがあった[注 25]。
- 2009年（平成21年） - 2010年（平成22年）2月まで、浦安市に本拠を置きFリーグに所属するフットサルチーム、バルドラール浦安フットボールサラの応援コーナー（ヴェンガ・バルドラール）を、朝まるJUST内で放送していた。2009年（平成21年）にはフットサル専門番組『フットサル365』も放送していた。
- 2011年（平成23年）はなでしこジャパンの2011 FIFA女子ワールドカップ優勝により、女子サッカーへの関心が高いこともあり、主に千葉県内を本拠地としているなでしこリーグ所属サッカーチームの一部試合を放送したことがある。
  - 2011年（平成23年）9月23日には市原市と千葉市を本拠地にしているジェフユナイテッド市原・千葉レディース対INAC神戸レオネッサ戦（フクダ電子アリーナ）を放送した。
  - 2021年（令和3年）9月から不定期で鴨川市を本拠地にしているオルカ鴨川FCの主催試合をチバテレ ミライチャンネルにて生中継を実施している[注 26][62][63][64][65]。

#### その他スポーツ関連
- 自社・他社制作を問わず、ゴルフ関連の番組も多い。2011年（平成23年）4月から2012年（平成24年）3月、及び2013年（平成25年）4月から2020年（令和2年12月）までは、平日21時台が全てゴルフ番組で占められていた[注 27]。一方2021年（令和3年）からは、日曜21:30 - 23:00に、ゴルフ番組（いずれも30分番組）が3本連続で放送されることになった。
- 2009年（平成21年）3月まで約3年間、我孫子市に本拠を置きジャパンラグビートップリーグ（現ジャパンラグビーリーグワン）に所属するNECグリーンロケッツ（現：NECグリーンロケッツ東葛）の応援番組『NECグリーンロケッツ Get Try!!』を放送していた。2008年（平成20年）はホームゲームの中継（録画）を数試合行っていた。
- 2010年（平成22年）まで、長年首都圏トライアングル共同制作で競馬中継の番組（『中央競馬ワイド中継』）を放送していたが、2011年（平成23年）JRAの方針転換で『BSイレブン競馬中継』（チバテレでは『JRA競馬中継』のタイトルで一部時間帯のみネット）を放送することになった。そこで、『JRA競馬中継』以外で2011年（平成23年）以降の関東広域圏の独立放送局の競馬関連番組（『LIVE&REPORT 中央競馬中継』、『金曜競馬CLUB』）はチバテレが制作局となって放送している。首都圏トライアングル共同制作の『競馬展望プラス』に関しても、『金曜競馬CLUB』をベースとした作りになっている。
- 2014年（平成26年）まで行われていた国際千葉駅伝（フジテレビ制作）は、ニュース素材でのみ放送されていた。
- 2020年（令和2年）8月31日 - 9月2日に放送した『船橋競馬中継』は船橋競馬場ではなく、川崎競馬場にて実施された令和2年度第7回開催分の中継を行った[注 28][66]。これは本来、2020年8月31日 - 9月4日に船橋競馬での開催を予定していたが、同競馬場に所属している騎手から新型コロナウイルスの感染が確認されたため、全日程での開催が中止となり、同様の理由で一部日程（8月24日 - 26日）の開催が中止となった川崎競馬の代替開催が組まれたことによるものである[67][68]。

### 動画配信
『週刊バイクTV』や『ちば見聞録』などといった、一部の自社制作番組は権利処理した上でチバテレのYouTubeでも配信している。2017年（平成29年）からはYahoo!ニュースやLINEニュースと提携して、県内のニュースを映像付きで配信している。
また、2022年（令和4年）3月7日から民放公式配信サービスのTVerに参加。同日から一部の自社製作番組の配信を順次開始している。なお、これらの番組は日本テレビが運営している無料動画配信サービス「日テレ無料TADA!」に供給されており、TVerでは更にその供給を受ける形で配信されている。この経緯から、TVerでは日本テレビ系列の番組として扱われている。
なお、高校野球や高校サッカーなど、県内で行われる学生スポーツ大会を中継する際は主催者の都合上、以下の動画配信サイトで同時・見逃し配信される。
- 全国高等学校野球選手権千葉大会：2015年（平成27年）から「バーチャル高校野球」（朝日新聞社・朝日放送テレビが共同運営）にてライブ配信[74]。2021年（令和3年）からは『高校野球ダイジェスト』にて放送した準々決勝以降の試合ダイジェストをチバテレのYouTubeチャンネルにて期間限定で見逃し配信[75]。
- 全日本バレーボール高等学校選手権大会：2018年（平成30年）から「バーチャル春高バレー」（フジテレビ・運動通信社が共同運営）にて見逃し配信[76]。2020年（令和2年）からはライブ配信も実施[77]。
- 全国高等学校サッカー選手権大会：2021年（令和3年）からTVer（高校サッカー主幹局の日本テレビを始めとする在京民放キー局5社が共同運営）並びにスポーツブル（運動通信社・KDDIが共同運営）にてライブ・アーカイブ配信を実施[78]。

## 区域外再放送
区域外再放送同意の方針として、日本民間放送連盟の方針で地元地上基幹放送事業者の同意があり、かつ基本的にケーブル加入者宅でアンテナ（高性能なものも含む）及び受信点で受信出来る場合に無償同意しているとされる。ただしひかりTVとスカパー!プレミアムサービス光・フレッツ・テレビは県外の区域外再放送に同意していないため視聴不可。
太字の局はパススルー再放送している。
- 東京都
  - ジェイコム東京
    - 東エリア局
    - すみだ・台東局
    - 江戸川局
    - 足立局
    - 港・新宿局
    - 東京北局

  - ジェイコム千葉
    - 東葛・葛飾局（葛飾エリア）

  - ケーブルテレビ品川
  - 東京ベイネットワーク
  - 入間ケーブルテレビ（瑞穂ケーブルテレビ）
  - 東京ケーブルネットワーク
  - イッツ・コミュニケーションズ
  - 豊島ケーブルネットワーク
- 埼玉県
  - ジェイコム東京
    - 東エリア局

  - ジェイコム埼玉・東日本
    - 川越局
    - 埼玉県央局
    - 越谷・春日部局
    - 草加局

  - 狭山ケーブルテレビ
  - 飯能日高テレビ
  - 入間ケーブルテレビ
  - 東松山ケーブルテレビ
  - ゆずの里ケーブルテレビ
  - 首都圏ケーブルメディア
    - 吉川きよみ野
    - 川越ニューシティいせはら
    - ビッグヒルズ飯能美杉台
    - 坂戸ニューシティにっさい

  - ケーブルテレビ久喜
- 群馬県
  - ケーブルテレビ館林
  - わたらせテレビ
- 神奈川県
  - J:COM 横浜
  - YOUテレビ
  - イッツ・コミュニケーションズ
  - 横浜ケーブルビジョン
- 茨城県

前述のとおり、下記は茨城県内をエリアとする全てのケーブルテレビ局である。
- 土浦ケーブルテレビ
- 研究学園都市コミュニティケーブルサービス
- 首都圏ケーブルメディア
  - 常総ケーブルメディア
  - フローラルシティ南台

- 古河ケーブルテレビ
- JWAY
- ケーブルテレビ（ケーブルテレビ結城・ケーブルテレビ筑西）

- 栃木県
  - 宇都宮ケーブルテレビ
  - 鹿沼ケーブルテレビ
  - 佐野ケーブルテレビ
  - わたらせテレビ
  - ケーブルテレビ栃木（栃木・下野センター）
- 山梨県
  - 山梨CATV
  - 峡東ケーブルネット
  - 勝沼CATV組合
  - 忍野CATV

## 代表的な番組
[字]は字幕放送。[デ]は連動データ放送。番組詳細は。
チバテレミライチャンネル（サブチャンネル、032ch）で放送の番組は、「ミライch」と表記する。
なお、アニメ番組全般については「千葉テレビ放送アニメ番組放送一覧」を参照。

### 自社制作番組

#### 報道番組
- newsチバ
  - 平日昼版（2021年4月改編で新設）（月 - 金 15:25 - 15:30）
  - 夕方版（旧：NEWSチバ600）（月 - 金 18:00 - 18:15、土・日 18:00 - 18:05）
  - 平日最終版（旧：NEWSチバ930）（月 - 金 21:30 - 21:55）
- 天気予報（1社提供）（スポンサーがない場合はそのまま「天気予報」となる。他番組とのコラボレーション天気予報は後述）
  - おいしい!天気予報（日中帯に随時放送） - チバテレオンラインショップで扱っている、千葉県内の食品紹介を背景にした天気予報。
- テレビ傍聴席（千葉県議会中継）
- 知事定例記者会見（ミライchで放送、木 10:30 - 11:30[注 30]）
- 選挙特別番組（千葉県内の選挙の開票速報、日曜23時台または翌日月曜0時台（日曜24時台）に放送[注 31]）

#### 地域情報番組
- ちば朝ライブ モーニングこんぱす（月 - 金 6:45 - 8:00、7:30 - 8:00は首都圏トライアングルとしてテレビ埼玉・tvkに同時ネット） - 祝日、振替休日は休止。
- 市町村てくてく散歩（金 22:00 - 22:15）
- ウィークリー千葉県（土 22:00 - 22:15） - 千葉県に関する情報番組。
- ザ・サンデー千葉市（第1日 9:00 - 9:15）
- ちば見聞録（不定期）

#### スポーツ番組
野球関連
- マリーンズナイター（千葉ロッテマリーンズ戦）
- MARINES STUDIO（月1回、土 22:15 - 22:45、再放送・火 20:30 - 20:59）
- 高校野球関連番組（毎年7月）
  - 夏の高校野球 千葉大会［デ］（主要会場と、その他の試合会場、2014年からマルチ編成（ミライch）で主要会場の試合を放送）
  - 高校野球ダイジェスト
- 千葉県ボーイズリーグダイジェスト - 2020年以降、ボーイズリーグの全国大会千葉県支部予選がある度に放送。いけだてつやがナビゲーターを担当。

サッカー関連
- WIN BY ALL!（ジェフ千葉の応援番組、第4日 20:00 - 20:15）
- Rising Reysol（柏レイソルの応援番組、第4日 20:30 - 21:00）
- ちばぎんカップ（毎年2月、2012年までは当日夜に録画放送、2013年から生中継[注 32]）

ゴルフ関連
- 里崎智也のゴルフ直球勝負!（日 22:00 - 22:30 再放送・火 21:00 - 21:30） - 2020年10月放送開始の、里崎智也がMCのゴルフ番組。2009年10月 - 2020年9月まで放送されていた『村口史子のグッドゴルフ』の後継番組。
- 牧野裕のEnjoy Golf（日 21:30 - 22:00 再放送・水 21:00 - 21:30）

競馬関連
- 金曜競馬CLUB NEO（金 21:00 - 21:30）
- その他、競輪・競艇中継についても、他局制作などで不定期放送あり

バスケットボール関連
- 千葉ジェッツふなばし中継（主にミライchで放送）

#### バラエティ番組
- 白黒アンジャッシュ（火 22:00 - 22:30 再放送・土 24:30 - 25:00）
- 週刊バイクTV（水 22:30 - 23:00、再放送・日 23:30 - 24:00）
- ホリプレゼンツ 求人任三郎がいく!（金 22:15 - 22:30） - 2014年4月に放送を開始した、ホリが出演する、企業紹介を兼ねたロケ番組。
- トラック人生1本道（金 22:30 - 23:00、再放送・日 10:30 - 11）
- 昨日のアレ観（金 23:30 - 24:00）* 昨日のアレ観（2025年6月13日スタート予定・金 23:30 - 24:00）[81]
- 東京オズワルドランド（隔週　土曜 21:30 - 22:00）
- オリオンツアーpresents ガレッジセールのオリタラドコ旅（土 22:45 - 23:00 再放送・日11:15 - 11:30） - 2019年4月に放送を開始した、ガレッジセールの旅番組。
- 浅草お茶の間寄席（日 18:05 - 19:00 再放送・土 18:05 - 19:00）
- ダイアンのなんで人気やねん（2023年5月22日スタート・月1回）[82]

#### 音楽番組
下記はいずれもチバテレ制作著作の番組。プロダクション会社製作などの番組は後述。
- ミュージック・シャワー（月 8:30 - 9:00） - 2020年10月放送開始の、山崎ていじがMCの演歌番組。2013年放送開始で、同じく山崎がMCを務めた『歌う!セールスマン』の後継番組。
- カラオケ大賞（月 20:00 - 20:55、再放送・水 8:00 - 8:55）
- 歌謡最前線（火 8:30 - 9:00）
- 知里と修右のミュージックエッセンス（木 8:30 - 9:00、再放送・日7:00 - 7:30）
- トークと歌とものまね酒場〜トゥーモ〜（木 21:00 - 21:30）
- 新歌謡曲の匠（金 8:30 - 9:00）
- 音楽PV紹介番組
  - ほっと!ヒット!歌謡曲（穴埋めで随時放送） - 演歌・歌謡曲のPV紹介番組。
  - ONGAX（穴埋めで随時放送） - J-POPのPV紹介番組。

#### 趣味・教養番組
- VIVA 映画祭受賞の短編映画たち（木 24:30 - 25:00、再放送：日 25:00 - 25:30）
- チバミライチャンネル（ミライchで放送、）

下記番組は、いずれもビジネス番組（企業紹介など）。
- ビジネススタイル（木 21:55 - 22:00） - 元々、『ニュースChiba』の1コーナーだったものが独立。
- Do!WATCH! - 不定期放送の5分番組。
- 下記はいずれも15分枠か30分枠でかつてレギュラー放送されていたが、いずれも現在は不定期放送。
  - 燃える男 中畑清の1・2・3絶好調（放送される場合は、土 22:15 - 22:30）
  - 魚住りえのカイシャを伝えるテレビ（放送される場合は、日 8:30 - 8:45） - 旧：『りえ&たいちのカイシャを伝えるテレビ』
  - ビジネス共同参画TV
  - ビジネスフラッシュ
  - ホリプロコムものまね軍団オフィスDEライブ（放送される場合は、土 22:30 - 22:45）

#### 子供向け番組
- チュバチュバワンダーランド[字]
  - 5分版 - 基本は土 8:40 - 8:45。その他随時放送。
  - 15分版 - 基本は平日 6:30 - 6:45および18:45 - 19:00、第4日曜 20:15 - 20:30。その他随時放送。

#### 季節番組
- 受験関連番組
  - 入試のヒント - 毎年年末年始に、県内私立中学の出題傾向を、各学校の入試担当者が教える特別番組。
  - 千葉県公立高校入試解答と解説 - 千葉市緑区に本部がある、誉田進学塾講師による解答解説番組
  - 茨城県公立高校入試解答と解説 - 2012年より放送再開した、茨城県取手市に本部がある、ホーム・スクール講師による解答解説番組
  - クローズアップキャンパス in Chiba - 県内にある私立大学の入学案内を伝える特別番組。紹介される大学は毎年異なる[注 33]。2013年までは高校野球中継の間（第一試合と第二試合の間等）に放送し、10月 - 12月に再放送を実施。2014年は同種の番組が「キャンパストーク」のタイトルで放送された。2015年はこの類の番組が放送されなかったが、2016年は再度「クローズアップキャンパス」として、『ガチファン』『高校野球ダイジェスト』終了後の5分間の穴埋めの1つとして放送される。
- 正月恒例番組
  - テレビ年賀 - 千葉県内企業やスポンサーからの新年のご挨拶を放送。高校野球中継の協力店紹介などに近い形。
  - 東葛五市長 新春に語る - 1988年から毎年元日に放送されている、東葛地区にある松戸市・柏市・流山市・我孫子市・鎌ケ谷市の市長が対談する特別番組。対談場所は毎年各市が持ち回り。
  - サンデートーク - 県内財界人（銀行頭取等）との対談番組。
  - この他、例年年末年始は懐かしのドラマや時代劇の連続放送などといった特別番組が編成される。
- フォルモサ紀行シリーズ - 1976年から続く台湾の情報番組。毎年6月 - 8月頃に放送。
- 幕張ビーチ花火フェスタ（千葉市民花火大会） - 2025年（令和7年）8月に生中継予定[83]。
- 房総のまつり（夏祭り・秋祭り時期に恒例の祭礼特番）
千葉県を代表するお祭りの模様、舞台裏のドキュメント。年に1度、この時にしかお目にかかれない[注 34]、地元企業CMが流れるのが特徴[注 35]。
従来は30分枠が基本で、柏・佐原・八日市場等の規模の大きい祭りのみ1時間枠で放送していた。現在はこれら以外についても、周辺地域の観光情報や、周辺で行われた他の祭りの模様を組み合わせる形で、1時間枠に収めて放送する（「千葉の親子三代夏祭り」および隔年放送の東金市内の祭りのみ現在も30分枠）。本放送は土日のゴールデンタイムのどこかに割り当てられ、本放送から4日程度後の平日に再放送される（主に14時台の時代劇を中止して放送）。年末年始にも特別編成で一部の祭りは再放送される[注 36]。
2012年（平成24年）からは、日本各地の地方局が持ち回り制作している『ダイドードリンコスペシャル 日本の祭り』→『ダイドーグループ 日本の祭り』の制作局にも加わっていて、チバテレ制作でも放送されている。
2020年（令和2年）・2021年（令和3年）は、各地の祭りが中止になったため、一部の祭りについて過去の様子を振り返る特別編を放送している。2022年（令和4年）以降になると、2019年（令和元年）まで毎年放送されていた祭りの中で、規模縮小などの制限はあるものの再開している祭りがあるため、これらについては放送時間短縮などの一部制限付きではあるが放送再開している。
  - 2019年（令和元年）まで、毎年放送されていたもの
    - 成田祇園祭 - 過去には1980年代・1990年代に放送があり、その後しばらく放送されていなかったが、2012年に『ダイドードリンコスペシャル 日本の祭り』として、「若者頭は銀行員」のサブタイトルで、ドキュメンタリー形式で久々に放送された。2013年以降は通常の特番として放送。
    - 茂原七夕まつり - 1992年から放送。茂原市（藻原寺など）、隣接する長南町（笠森寺など）の観光情報や、スポンサーである「茂原ショッピングプラザアスモ」の店舗情報を含めた1時間枠での放送。毎年、七夕まつりのイベントの1つでもある「もばら阿波おどり」の模様を中心に放送[注 37]。
    - 柏まつり - 1980年代より毎年放送されている。2014年からは、お笑いコンビをリポーターとして招待して放送している。上記の茂原と異なり、「柏ねぶた」「オープニングパレード」「柏おどりコンテスト」など多くのイベントを少しずつではあるがひととおり網羅するほか、リポーターによる屋台グルメや柏ねぶたの体験を含めた内容で放送。
    - 八日市場八重垣神社祇園祭 - 1980年代より毎年放送されている。毎年、その年の年番を務めた町会が、地元企業と並列に「年番町 ○○」（○○は町会の名前）名義で番組スポンサーにもなる（町会自体はCM制作しないが、その町会内にある商店などが字幕で紹介される）。
    - 旭市七夕市民まつり - 以前は七夕市民まつりだけの30分枠であったが、現在はこれに市内飯岡地区の「いいおかYOU・遊フェスティバル」・観光情報・震災復興レポート、「あさひ砂の彫刻美術展」の模様を含めた1時間枠での放送。
    - 千葉の親子三代夏祭り - 1980年代より毎年放送されている。例年30分枠での放送。
    - 鴨川合同祭 - 鴨川市の観光情報や、市内の「小湊地区祭礼」（例年7月実施）の模様を含めた1時間枠での放送。
    - 勝浦大漁まつり - 1980年代より毎年放送されている。勝浦市の観光情報や、「かつうらビッグひな祭り」など他の勝浦市内のお祭りの模様を含めた1時間枠での放送。
    - 館山やわたんまち - 1980年代より毎年放送されている。2010年（平成22年）までは「やわたのまつり」「館山八幡祭礼」などの番組名で放送されていた。
    - 大原はだか祭り - 2010年は10月3日に放送予定だったが、落雷事故・それに伴う2日目中止の影響があり、急遽放送取り止めとなった。当該時間は浅草お茶の間寄席で穴埋めした。
    - 上総いちはら国府祭り - 祭り自体、2011年が初開催。9月下旬（以前は10月下旬）頃の開催のため、台風や木枯らしなどの影響を受けやすく、2013年は祭り自体が台風27号接近に伴い中止されたため、番組も取り止めとなった。2015年は強風の影響で規模縮小開催のため、番組自体は放送されたが大幅に内容変更した形で放送した。2015年までは30分枠での放送だった。2016年は、当初は他の祭り同様1時間枠での放送（10月15日の19:00-19:55）に拡大予定だったが、後に15分番組としての放送（同日の22:30-22:45）に変更された。2017年の放送で、ようやく1時間枠での放送が実現し、かつて「柏まつり」でもレポーター経験のあるマシンガンズがレポートした。
    - 佐原の大祭 - 1980年代より毎年放送されている。祭りは7月（本宿祇園祭）と10月（新宿秋祭り）に行われるが、例年両方の内容をまとめて10月の祭りから数週後に放送する。また、7月の祭りと10月の祭りの間をつなぐ流れとして、香取市内（旧：小見川町）で8月開催の「水郷おみがわ花火大会」の模様も放送。

  - 過去に放送された祭り（数が多いため、伸縮型メニューで表記）

#### ミニ番組
- みんなで防災〜もしもにソナエル〜（火 22:55 - 23:00、その他ミライchでも不定期放送）

以下は不定期放送。
- ローモバチャレンジTV（月 20:55 - 21:00）

第1期を2020年に放送以来、年数回継続している。
- 目指せ!! アウトレット芸人（月 21:55 - 22:00）

第1期を2015年に放送以来、年数回継続している。
以下はいずれも風景映像番組であり、主に穴埋めで随時放送される。また、ミライchでも不定期放送。
- ちば美彩
- 千葉文化遺産
- ちば点描
- ちば歴史散歩
- 千葉集〜風光かるた〜
- 猫のもふもふ日記

### 他社制作番組

#### 独立局
▲は本放送を同時ネット
- 独立局全局共同制作
  - 日本ふるさと百景（穴埋めで不定期放送）
  - ごりやくさん（穴埋めで不定期放送） - 三重テレビ以外の12局共同制作
- とちぎテレビ
  - 真・ゴルフの王様!（土 22:15 - 21:45）
  - U字工事の旅!発見（土 10:30 - 11:00）
  - カミナリのチャリ旅（土 11:30 - 12:00）
- 群馬テレビ
  - ダイアンのガチで!ごめんやす（月 23:30 - 24:00）
- テレビ埼玉（テレ玉、TVS）
  - マチコミ（月 - 金 16:30 - 17:00）▲（首都圏トライアングル）
  - 天竺鼠の川原の（水 24:30 - 25:00）
  - いろはに千鳥（木 22:00 - 22:30）
  - ロンブー亮の釣りならまかせろ!（日 6:00 - 6:30）
  - 塩谷育代のベストショット（日 22:30 - 23:00）
  - TVSライオンズアワー - 不定期放映（西武VSロッテの試合のみ。なおCTCでの番組タイトルは『マリーンズナイター』）
- 東京メトロポリタンテレビジョン（TOKYO MX）
  - 宝塚カフェブレイク（土 9:30 - 10:00）
- テレビ神奈川（tvk）
  - 猫のひたいほどワイド（月 - 木 12:00 - 12:30）▲（首都圏トライアングル）
  - 関内デビル（日 24:30 - 25:00）[注 38]
- 三重テレビ
  - ビスケットブラザーズの行けばわかるさ！〜三重街道中ひざくりげ〜（月 24:30 - 25:00）
  - 新・ええじゃないか〜いい旅 いい発見〜（日 19:00 - 19:55）
  - LEGEND〜よみがえる三重の偉人（月1回）
- KBS京都
  - あんぎゃでござる!!（火 23:00 - 23:30）
- サンテレビ
  - カベポスター・天才ピアニスト・フースーヤのワチャラチャ忍忍（木 23:30 - 24:00）
  - 新春!よしもと大爆笑（毎年1月放送）
- 東名阪ネット6
  - 俺旅。（穴埋めで随時再放送）
- 首都圏トライアングル
  - 戦国鍋TV 〜なんとなく歴史が学べる映像〜（金 - 日 25:30 - 26:00、ミライch 月 - 金 13:00 - 13:30） - 首都圏トライアングル + サンテレビ制作。金曜に後述する『Girls Happy Style』を放送する日は休止。
- 5いっしょ3ちゃんねる
  - 都市対抗野球大会ダイジェスト（毎年7月放送）
  - 秋季関東地区高等学校野球大会ダイジェスト〜ROAD TO センバツ〜（毎年10月 - 11月放送）

#### NHK
- 船橋競馬中継（ミライchで放送、原則 19:00 - 21:00、かしわ記念開催日は昼間にほぼ全レースを放送）

2010年4月12日 - 2011年度に放送後、一旦の休止を経て2013年4月から復活。『南関東地方競馬中継』の船橋競馬開催分をチバテレにネットする形で放送。
制作は日本放送協会（NHK）の関連団体であるNHKグローバルメディアサービスに委託されている。
2017年度まで15:00 - 17:00（昼間開催時）にも放送枠を設定していたが、2015年度から開始した「ハートビートナイター」（ナイター競走）が2018年度より通年での開催となり、上記の放送時間となる。
その他、極稀にNHKで放送されたアニメが再放送される場合がある。

#### 日本テレビ系列
- 桃太郎侍（月 - 金 13:00 - 13:55）
- 長七郎江戸日記（土・日 20:00 - 21:00） - 2024年 - 2025年のチバテレ年末年始特番としても放送。
- 札幌テレビ
  - 道産人間オズブラウン（火 23:30 - 24:00）
  - 1×8いこうよ!（日 17:00 - 17:30）
- 中京テレビ
  - 太田上田（火 22:30 - 22:55）
- BS日テレ
  - 夢釣行〜一魚一会の旅〜（土 6:00 - 6:30）
- 民放43社共同制作（いずれも、毎年年末年始）
  - 全国高等学校サッカー選手権大会[字]
  - サッカー魂

#### テレビ朝日系列
- 暗闇仕留人（月 - 水 12:35 - 13:30）
- あぶない刑事（月 18:30 - 19:30）
- 暴太郎戦隊ドンブラザーズ（木 17:30 - 18:00）
- 北海道テレビ放送
  - 水曜どうでしょうプレミア[字]（水 22:00 - 22:30）
- 長野朝日放送
  - 藤森慎吾の信州観光協会（土 17:00 - 17:30）

※ 毎年夏には、テレビ朝日主催、チバテレ・tvk後援でQVCマリンフィールド・幕張メッセで行われる「サマーソニック」のCMが流れる。前述のとおり、チバテレでは演歌コンサートの主催・後援が多い中で大変珍しいパターンである。

#### TBSテレビ系列
- TBSテレビ
  - 木下恵介アワー（月 - 金 15:30 - 16:00）
- 毎日放送
  - 熱愛プリンス （ドラマシャワー枠）[字]（木 23:00 - 23:30）
  - 復讐カレシ（ドラマイズム・ドラマ特区枠）[字]（金 23:00 - 23:30）
  - 全国高等学校ラグビーフットボール大会 - 毎年年末年始にほぼ毎日、大会のハイライトを深夜帯に放送。

#### テレビ東京系列
現在テレビ東京系列の番組は、アニメ再放送のみ（『わがまま☆フェアリー ミルモでポン!』等）。

#### フジテレビ系列
スワンの涙（木・金 13:30 - 14:00）
※ フジテレビ主催、チバテレ後援のイベント（「成田スカイアクセス開業記念 サマーフェスタ」、「ふるさと祭り東京」（チバテレのほかtvkも後援）、「ワンピース ドームツアー」など）のCMが流れることがあり、「ふるさと祭り東京」では小倉智昭が出演、「サマーフェスタ」・「ワンピース ドームツアー」では田中真弓がナレーションを行っている。

#### 海外

##### 韓国
- 韓国文化放送（MBC）
  - 華政（月 - 金 9:30 - 10:25）
  - 花より男子〜Boys Over Flowers（金 19:00 - 20:00）
- ソウル放送（SBS）
  - あやしいパートナー〜Destiny Lovers〜（日 12:30 - 13:30）
- 韓国放送公社（KBS）
  - 憎くても愛してる（月 - 金 10:55 - 11:25）
  - IRIS-アイリス-（火 19:00 - 20:00）
- tvN
  - 知ってるワイフ（土 12:30 - 13:30）

##### その他の国
- 中国
  - マイ ディア フレンド（水 19:00 - 20:00）
  - 愛される花（木 19:00 - 20:00）

#### テレビショッピング関連
2013年6月以降、新聞の番組表では「買物情報」と表示され、チバテレHPやデータ放送の番組表等では番組名・商品名（「ショップジャパン」「皇潤」など）が表記されている。2013年5月まで、チバテレHPやデータ放送の番組表等は、「ショップジャパン」など一部を除き「テレショップ○○分」）が表記されていた。以下は、定時放送があるものや、多く放送されるもののみを列挙している。
- ショップチャンネル
2013年より不定期に同時ネット。2014年4月 - 2015年9月には定時放送を行っていた（このほかに不定期に同時ネットを行っていた）。なお、千葉県内（幕張新都心）に日本本社があるQVCのテレビショッピングはチバテレではネットしていない。

2015年10月より、『泣いてたまるか』HDリマスター版放送に伴い、定時放送枠は設けられなくなったが、引き続き不定期に同時ネットを行っている。
- ショップジャパン

現在よく放送されるテレビショッピングがこちらで、前述の2010年日本シリーズ中継での穴埋め対応など、野球中継が早く終了した後にも流れる。
- ショップ・マニフィカ（または「痛快!買い物ランドショップ島」として放送）

かつては毎日ノンプライムで終日30分間隔で放送されたテレビショッピング。野球中継が早く終了した後にも流れていた。
2016年4月からは「ショップ島」の放送枠が増え、ほぼ毎日放送枠がある。
- ジャパネットたかたテレビショッピング

土曜・日曜に不定期放送、2012年5月よりネット復帰。
2022年4月からは、原則土曜16:00 - 17:00は定時放送。

#### その他
下記はいずれも番組制作会社や芸能事務所など放送局以外の制作。演歌のプロダクション会社、福音派宗教の伝道団制作等がある。
- JRA競馬中継（土・日 14:00 - 15:00）（日本BS放送・電通制作）
- 歌謡最前線（火 8:30 - 9:00）（オフィスYアンドM制作）
- いい伊豆みつけた（金 12:00 - 12:30）（伊豆急ケーブルネットワーク制作）
- ソルトフィッシングパラダイスTV（金 24:30 - 25:00）
- Girls Happy Style（不定期金 25:30 - 26:00）（東京女神コレクション制作）
- ライフ・ライン（土 7:00 - 7:30）（太平洋放送協会制作）
- ヘリに挑戦!（土 23:30 - 24:00）（アルファーアビエィション制作）
- 竹島宏の歌MAX（日 9:30 - 10:00）（オフィスK制作） - 2000年から2016年5月1日まで『歌謡サロン 演歌がええじゃん』のタイトルで放送。2016年5月8日に改題・リニューアル。

### 放送終了した番組

#### 自社制作番組
数が多いため、伸縮型メニューで表記。

#### 他社制作番組
数が多いため、伸縮型メニューで表記。

## 制作映画

### 自社制作
- ベースボールキッズ（2003年）
- アンダンテ 〜稲の旋律〜（2009年）

### 共同制作
- U-31（2016年、TBSサービスなどとの共同制作）
- カノン（2016年、テレビ埼玉などとの共同制作）

## 歴代社長
- 茂木啓三郎
- 勝又壹次郎
- 久保勇（元千葉日報社長）
- 中野晟（元自治大臣官房会計課長→宮内庁皇室経済主管→千葉県副知事）
- 古谷和夫
- 堀越正雄（元千葉県都市部長。 - 2000年6月）
- 野村栄一（元千葉県企業庁長→千葉県住宅供給公社理事長。2000年6月 - 2003年6月。現在は税理士）
- 今泉由弘（元千葉県企画部長→bayfm社長。2003年6月 - ）
- 中野康男（元報道部長。 - 2013年6月）
- 上田誠也（元総務省近畿総合通信局長→BS11執行役員制作局長。2013年6月 - 2018年6月）
- 篠塚泉（2018年6月 - ）

## アナウンサー
千葉テレビではアナウンサー採用を定期的に行っていない。2008年（平成20年）以降のアナウンサーは、テレビ埼玉同様に正社員ではなく、フリーアナウンサー等を所属事務所からの派遣契約として採用している（立場上は「嘱託」）。その上で現在、アナウンサーとして在籍しているのは女性のみで男性はいない。
報道番組についても人手が足りない影響か、以前はフリーアナウンサーが「嘱託」として、実質的に土日専門アナウンサーのように機能していた。例えば、坂口千夏（2010年（平成22年）2月 - 2011年（平成23年）3月）や川角きみの（2011年（平成23年）4月 - 2011年（平成23年）9月）が該当する。2013年6月以降はアナウンサーを報道番組（ニュース番組のキャスターとレポーター、選挙特番）に特化させ、バラエティ番組などは元アナウンサーが担当している。2016年（平成28年）1月から3月までは再度人手不足のため、土日専門アナウンサー制度が復活しており、前述の『朝まるJUST』・『ハピモ』で交通情報を担当していた「ボイスコーポレーション」のMC・声優が担当していた。
スポーツ放送についても、かつては石井力、藤巻久也、新納泰一といった正局員のアナウンサー が勤めていたが、2007年（平成19年）以降は男性正・契約局員のアナウンサーがいない。そのため、スポーツ放送に出演する男性アナウンサーについては、小笠原聖、黒沢幸司、西達彦、桑原秀和など、外部のフリーアナウンサーに依存する状況が続いている。これらのアナウンサーは、スポーツ以外の情報番組やバラエティ番組などの出演例も少なくない。また、全国高等学校サッカー選手権大会の千葉県大会決勝戦中継では、番組の実制作は千葉テレビが担当しながら、幹事局である日本テレビのアナウンサーが実況を担当したことがある。

### 現在在籍中のアナウンサー
女性
- 駒井亜由美（2020年4月 - 、元青森テレビアナウンサー。オールウェーブ・アソシエツ所属）
- 岸波香桜（2024年4月 - 、元さくらんぼテレビアナウンサー。オールウェーブ・アソシエツ所属）
- 木村仁美（2025年4月 - 、元福井放送・テレビ新広島アナウンサー。ニチエンプロダクション所属）

### 過去に在籍したアナウンサー
男性
- 石井力（1979年4月 - 2005年3月。退社後はフリー）
- 藤巻久也（1971年1月 - ）
- 新納泰一（にいのう たいいち）（1972年4月 - ）
- 今井広海（1996年4月 - 2007年3月。退社後はTOKYO FMアナウンサー等を務め、2020年3月で退社。その後、再び同局へ復帰し報道部記者（一部番組ではナレーションを担当））

女性
- よしいけいこ（1985年4月 - 1991年3月。退社後はシグマ・セブン所属の声優）
- 小方恵子（1985年4月 - 1991年3月。退社後はNST新潟総合テレビ→FM新潟→フリー）
- 中野涼子（2009年4月 - 2010年3月。四国放送より移籍。退社後は北海道文化放送→スポーツディレクター）
- 谷岡恵里子（2009年4月 - 2012年3月。退社後はフリー（当初はマグニファイ所属））
- 笠井さやか（2010年4月 - 2013年3月。新潟テレビ21より移籍。退社後はフリー（ジョイスタッフ所属）））※オープニング、エンディングの「JOCL-DTV」のコール音声担当。
- 石田浩子（2012年4月 - 2013年3月。高知さんさんテレビより移籍。退社後はフリー）
- 木村佳那子（2011年10月 - 2015年3月。静岡放送でキャスターをつとめた後、テレビ熊本より移籍。退社後はフリー（当初はジョイスタッフ所属））
- 西田朱里（2013年4月 - 2015年9月、NHK沖縄放送局より移籍。退社後はエフエム沖縄）
- 中山京子（2014年4月 - 2015年12月、あいテレビより移籍。結婚・出産に伴い退社、後にフリー）
- 村山絢香（2015年4月 - 2017年12月、元NHK盛岡放送局キャスター。結婚・出産に伴い退社）
- 小倉星羅（2015年10月 - 2019年9月、元子役・タレント→元広島テレビ放送アナウンサー→フリップアップ所属のフリーアナウンサー。退社後はフリーでの活動と共に、早稲田大学大学院に進学。2021年から読売ジャイアンツのウグイス嬢（場内アナウンサー）に就任[91]）
- 大角茉里（2016年5月 - 2020年4月、元愛媛朝日テレビアナウンサー。退社後はフリー（松竹芸能所属））
- 竹内里奈（2018年1月 - 2022年3月、元NHK熊本放送局契約キャスター。退社後はフリー（東京俳優生活協同組合所属）
- 阿部真澄（2021年7月 - 2022年4月、元TBSラジオキャスター→新潟テレビ21アナウンサー。当時ニチエンプロダクション所属で、下記泉水の産休中に就任。退職後は同所属のままフリー。）
- 泉水はる佳（2019年9月 - 2024年3月、元中国放送アナウンサー。ニチエンプロダクション所属）※2021年7月 - 2022年4月は産休・育休のため休業
- 大鋸友紀（2022年3月 - 2024年3月、元TBSラジオキャスター。TBSスパークル所属）
- 関根苑子（2024年4月 - 2025年3月、元新潟放送アナウンサー。ライムライト所属）

## チバテレと関連がある放送局
- ウェザーニューズ - BS・CATV・インターネット向け放送を行なっているグローバルセンターが幕張テクノガーデンにある。また、千葉テレビ放送の株主でもある。

## その他
- アナログ放送の46チャンネルは、開局前にNHKがカラーテレビ試験放送で使用していた時期があった。
- コールサインのJOCLは、かつて鹿児島県のMBC阿久根中継局に指定されていたが1969年（昭和44年）までに廃止された。
- 愛称が決まる前、本社屋上の鉄塔には「千葉テレビ」という巨大ロゴタイプが縦に取り付けられ、夜は赤く光っていた（現在は撤去されている）。
- 愛称が「ちばテレビ」だった頃、「ちばてれビ〜ム」というキャッチコピーがあった。
- 前述のとおり、現在の局の愛称は「チバテレ」である。しかし、「チバテレビ」を使用する例も今なお少なくなく、事実上は両方とも愛称として使用されている。
  - 新聞・テレビ雑誌・電子番組ガイドの番組表ではほとんどが「チバテレビ」と表記されていたが、2012年（平成24年）6月以降[注 57] は表記を「チバテレ」に変更する新聞・テレビ雑誌が相次いでいる。
  - 番組名では『チバテレビカラオケ大賞21』があり、さらには賞の1つに「チバテレビ賞」があった。2019年（平成31年）に『カラオケ大賞』にリニューアル後は、賞の名前も「チバテレ賞」に変更された。
  - 演歌番組においては、『知里のミュージックエッセンス』で、知里へのリクエストソング募集の宛先が「チバテレビ 知里のミュージックエッセンス」と表記されている。2020年（令和2年）に放送開始した、『こころのふるさと会津』においても、制作著作は「チバテレビ」表記である。
  - 開局40周年記念として、2012年（平成24年）3月3日に行われたコンサート（前述の「チバテレ☆アニメカーニバル」中止の代替）は、『チバテレビ開局40周年記念 豪華絢爛 演歌まつり』である。
- 2001年（平成13年）には開局30周年記念のキャンペーンで、「朝から晩まで千葉テレビ」というキャッチコピーがあった。
- 中央・地方ともに競馬関連番組を多く放送している関係もあり、中央・地方ともに社杯となるレースが毎年行われている。
  - 中央では、毎年12月に中山競馬場で、競馬の特別競走（通常は2勝クラス（旧：1,000万円以下条件戦）として）「チバテレ杯」が行われている（2012年までは「千葉テレビ杯」）。
  - 地方では、毎年1月に船橋競馬場で、準重賞（報知グランプリカップ（SIII）トライアル）として「チバテレ盃」が行われている（2014年までは「千葉テレビ放送盃」）。
  - 2017年5月5日（かしわ記念（JpnI）実施日）には、チバテレで船橋競馬の全12レースが初めて生中継されることを記念し[92]、3レースで「チバテレ全レース中継記念」が行われた。なお、この競走に勝利した的場文男騎手が生涯通算7,000勝を達成し、偶然ではあるが記念すべきレースともなった[93]。
- 情報カメラを本社屋上、船橋市（三山の送信所鉄塔）、成田国際空港、館山市（館山商工会議所の屋上）、津田沼駅前（習志野市の千葉工業大学1号館屋上）[94] に設置している（すべてハイビジョンに対応）。
- チバテレの番宣CMがBAYFMでも流れ[注 58]、逆にBAYFMのCMがチバテレでも流れている（ただし流れる頻度は少ない）。また、『朝まるJUST』では毎週火・木曜日に「BAYFM Information」というコーナーを設けていた。
- 千葉日報では番組欄を最終面の最左端に掲載していたが、2010年（平成22年）10月現在は左から8列目（の次の列）に掲載している。その他地方紙では東京新聞（ブロック紙）、茨城新聞にも掲載。また、全国紙では中面での掲載が多い。
- カンニング竹山はかつて、「サンミュージックの第1号タレントの森田健作が千葉県知事を務めているためか、サンミュージック所属者が千葉テレビへの出演が多い」と発言したことがある[注 59]。2019年（令和元年）12月にも週刊文春が、前出の令和元年房総半島台風の発生時の対応のまずさと絡めて問題視し、「知事による私物化」と批判している[88][95]。
実際、カンニング竹山の発言があった2011年（平成23年）2月現在では『熱血BO-SO TV』に森田知事・ブッチャーブラザーズ・小林アナが出演、『カラオケトライアルII』は髭男爵が司会（2011年（平成23年）3月に降板）、竹山自身も東名阪ネット6共同制作のドラマ『ねこタクシー』に主演などの例がある。ただし、他プロダクションでもプロダクション人力舎所属中心の『白黒アンジャッシュ』、マセキ芸能社所属中心の『ナイツのHIT商品会議室』、ケイダッシュステージ所属中心の『全開!女子力!!』等がある。なお、森田は知事を2021年（令和3年）の任期満了をもって退任。『BO-SO TV』『カラオケトライアルII』も退任前に終了している。
- 開局以来、歴代千葉県知事が相談役を務めている[要出典]。